# Holoplatys windjanensis
Holoplatys windjanensis är en spindelart som beskrevs av Zabka 1991. Holoplatys windjanensis ingår i släktet Holoplatys och familjen hoppspindlar. Inga underarter finns listade i Catalogue of Life.